# Ericsson R380

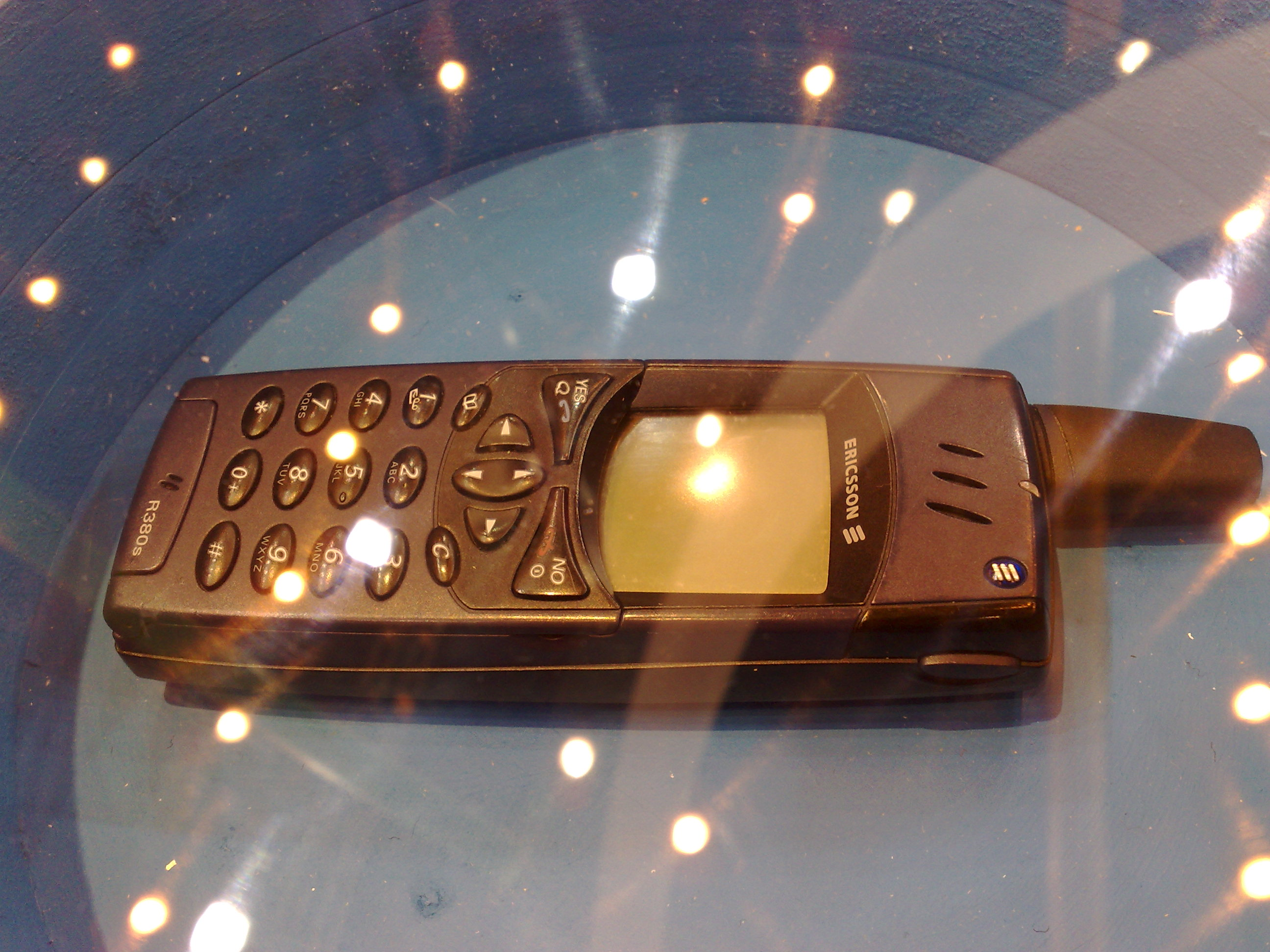
Ericsson R380

Ericsson R380 var den första smarttelefonen från Ericsson Mobile Communications och lanserades år 2000. Den använde GSM-nätet och baserades på operativsystemet Symbian. Den var Ericssons första mobiltelefon med en pekskärm. Den monokroma skärmen täcktes delvis av en lucka, där knappsatsen fanns. Med R380 kunde användare koppla upp sig mot internet med hjälp av tekniken WAP.